# U-Bahn Zhengzhou
Die U-Bahn Zhengzhou (chin. 郑州地铁 Pinyin Zhèngzhōu Dìtiě) ist die U-Bahn der Stadt Zhengzhou in der chinesischen Provinz Henan. Die erste Linie wurde im Jahre 2013 eröffnet. Langfristig werden 21 Linien mit 970,9 Kilometern Gesamtlänge angestrebt, wovon 13 Linien in der Stadt und 8 Linien im Umland verlaufen sollen.

## Linien im Betrieb

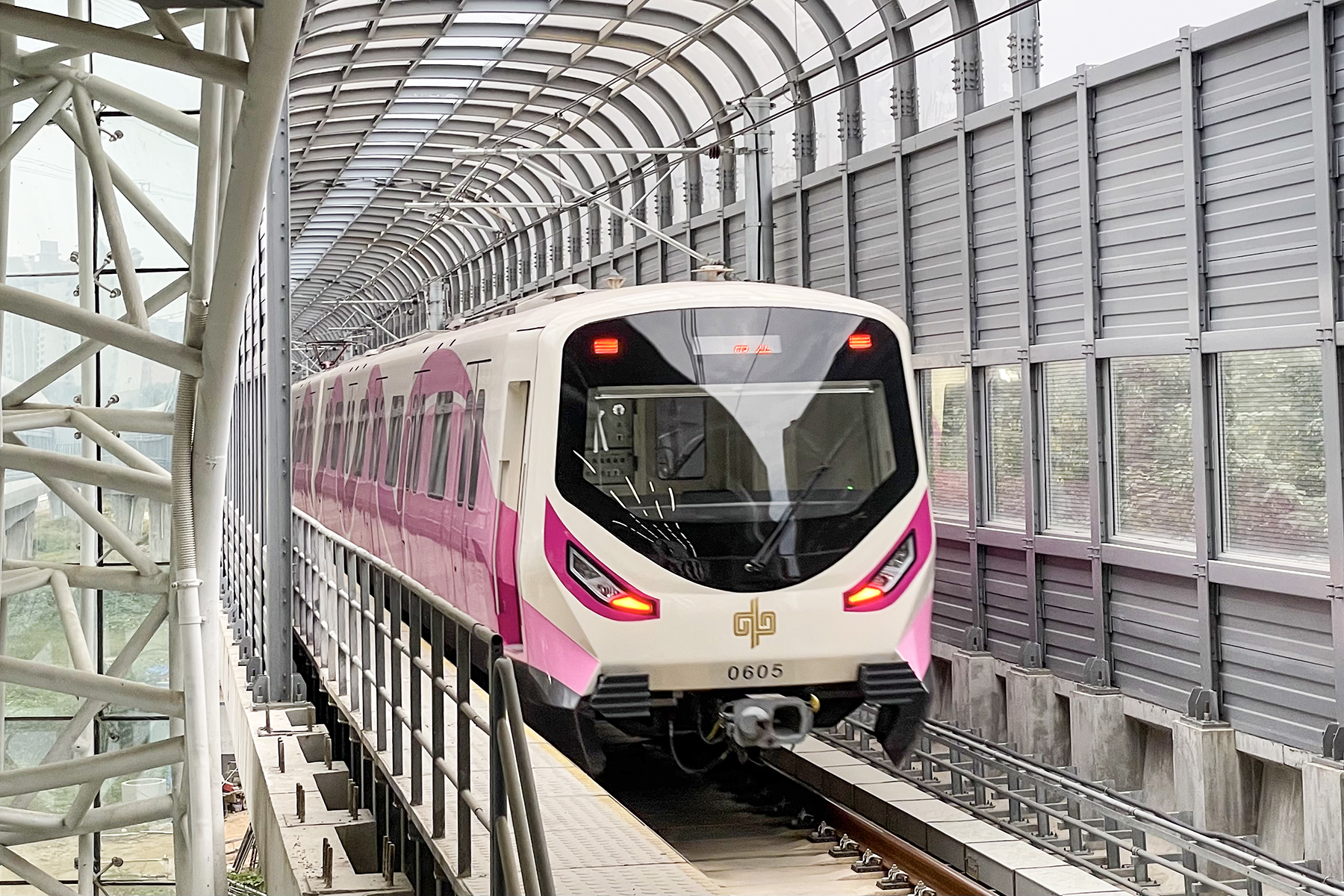
Zug des Typs A in Donglinhu

### Linie 1

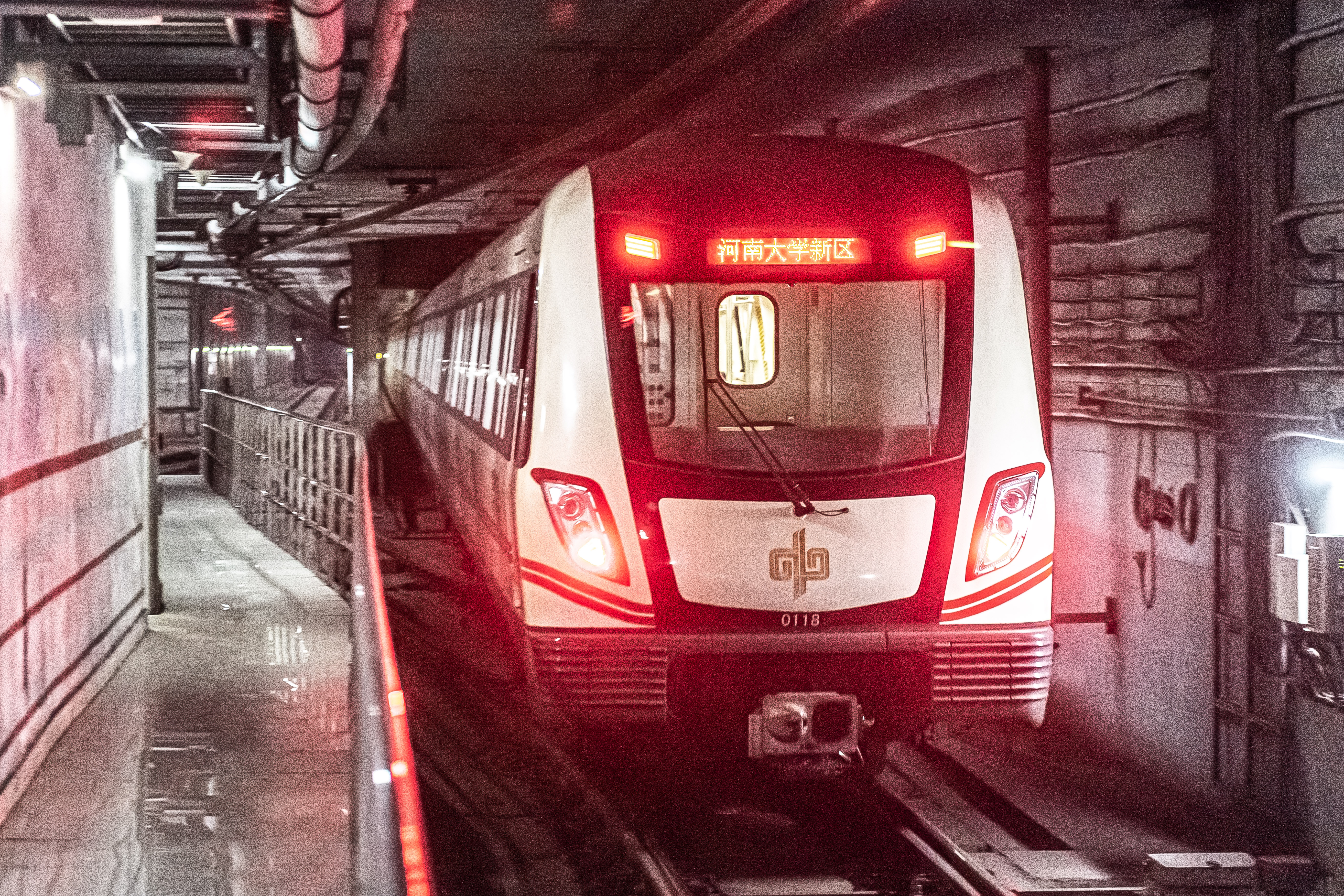
Zug der Linie 1

Am 31. August 2009 wurde der Bau des ersten Abschnitts der Linie 1 zwischen dem Xiliuhu-Park und Liaozhuang von der Staatlichen Kommission für Entwicklung und Reform genehmigt. Am 28. Dezember 2013 wurde der erste 25,4 Kilometer lange Abschnitt mit 20 Stationen zwischen Xiliuhu und dem Stadion Zhengzhou dem Verkehr übergeben. Am 20. April 2014 genehmigte die Kommission, den zweiten Bauabschnitt in Angriff zu nehmen. Am 12. Januar 2017 wurden beiden Verlängerungen eingeweiht, nämlich vom Stadion zum neuen Campus der Henan-Universität und von Xiliuhu zur Universität für Ingenieurwesen von Henan. Beide Verlängerungen sind zusammen 5,2 Kilometer lang, haben 10 Stationen und kosteten rund 8,4 Milliarden Yuan. Die Linie 1 wird mit sechsteiligen Fahrzeugen des Typs B betrieben und ist für eine Höchstgeschwindigkeit von 80 km/h ausgelegt.

### Linie 2

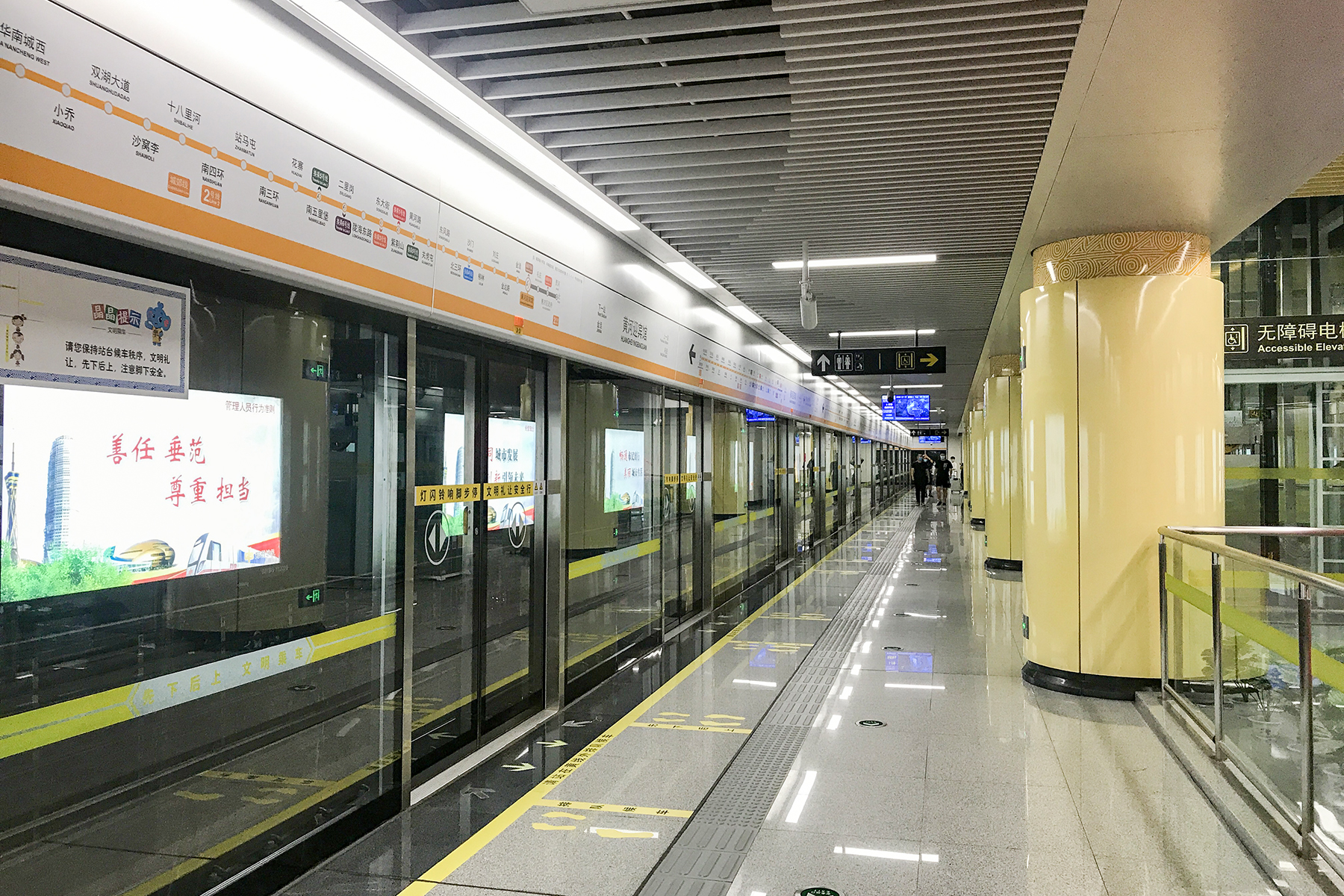
Station Huangheyingbinguan

Am 31. August 2009 wurde auch der Bau des Bauabschnitts 1 der Linie 2 zwischen dem Rundfunk-Zentrum und der Xiangyang-Straße genehmigt. Am 20. April 2014 genehmigte die Kommission, den zweiten Bauabschnitt vom Rundfunkzentrum zur Tianshan-Straße in Angriff zu nehmen, er sollte 9,4 Kilometer lang sein, 6 Stationen umfassen und 5,8 Milliarden Yuan Investition mit sich bringen. Am 19. August 2016 wurde diese Linie mit 20,6 Kilometern Länge und 16 Stationen zwischen den Stationen Liuzhuang und Nansihuan in Betrieb genommen. Sie wird mit sechsteiligen Fahrzeugen des Typs B betrieben und ist für eine Höchstgeschwindigkeit von 80 km/h ausgelegt.

### Linie 3
Der erste Bauabschnitt von Linie 3 führt vom Nordwesten von Zhengzhou nach Südosten. Für die 25,2 Kilometer lange Strecke mit 21 Stationen wurden 18,5 Milliarden Yuan budgetiert. Bauzeit soll von 2015 bis 2019 sein.
Am 29. März 2019 genehmigte die Staatliche Kommission für Entwicklung und Reform eine 6,1 Kilometer lange Erweiterung mit 4 zusätzlichen Stationen. Dafür wurden 3,7 Milliarden Yuan an Investitionen budgetiert und eine Bauzeit von drei Jahren abgeschätzt. Sie soll mit sechsteiligen Fahrzeugen des Typs A betrieben und für eine Höchstgeschwindigkeit von 80 km/h ausgelegt werden.

### Linie 4
Die Linie 4 verbindet die nördlichen und östlichen Stadtteile miteinander. Für die 30,1 Kilometer lange Strecke mit 24 Stationen wurden 19 Milliarden Yuan budgetiert. Als Bauzeit wurden die Jahre 2016 bis 2020 veranschlagt.

### Linie 5
Am 20. April 2014 wurde der Bau der Linie 5 von der Staatlichen Kommission für Entwicklung und Reform genehmigt. Die Strecke umrundet das Zentrum von Zhengzhou als eine 40,5 Kilometer lange Ringlinie mit 30 Stationen. Es wurden Investitionen von 28,1 Milliarden Yuan budgetiert und ein Bauzeitraum zwischen 2014 und 2018 veranschlagt. Diese Linie ging am 20. Mai 2019 mit 32 Stationen in Betrieb.

### Linie 6
Die Linie 6 führt von Südwesten nach Nordosten durch die Stadt, ist 36,5 Kilometer lang und hat 24 Stationen. Für den Bau dieser Linie wurden 29,3 Milliarden Yuan budgetiert und eine Bauzeit von 6 Jahren geplant. Sie wird mit sechsteiligen Fahrzeugen des Typs A betrieben und ist für eine Höchstgeschwindigkeit von 80 km/h ausgelegt worden.

### Linie 7
Die Linie 7 führt als Durchmesserlinie in Nord-Süd-Richtung durch die Stadt. Die 26,8 Kilometer lange Strecke mit 21 Stationen wurde im Dezember 2024 eröffnet. Es wurden 21,2 Milliarden Yuan budgetiert. Es wurde eine Bauzeit von 5 Jahren veranschlagt. Die Linie 7 wird mit Sechswagenzügen des Typs A betrieben und ist für eine Höchstgeschwindigkeit von 100 km/h ausgelegt.

### Linie 8
Die Linie 8 verläuft in Ost-West-Richtung. Die 51,8 Kilometer lange Strecke mit 28 Stationen wurde gleichzeitig mit der Linie 7 am 29. Dezember 2024 eröffnet.
Es wurden 27,2 Milliarden Yuan an Investitionen und eine Bauzeit von 5 Jahren geplant. Es werden Vierwagenzüge des Typs A eingesetzt, die bei Bedarf auf sechs Wagen verlängert werden. Die Strecke wurde für eine Höchstgeschwindigkeit von 100 km/h ausgelegt.

### Linie 10
Der erste Bauabschnitt der Linie 10 verbindet den Bahnhof Zhengzhou West mit dem Bahnhof Zhengzhou. Die Linie ist 21,8 Kilometer lang und hat 12 Stationen. Die Eröffnung fand am 28. September 2023 statt.
Es wurden Investitionen von 13,8 Milliarden Yuan und 4 Jahre Bauzeit veranschlagt. Linie 10 wird mit Sechswagenzügen des Typs A betrieben und ist für eine Höchstgeschwindigkeit von 100 km/h ausgelegt.

### Linie 12
Der erste Bauabschnitt der Linie 12 wurde am 20. Dezember 2023 eröffnet. Die Strecke ist 16,5 Kilometer lang, hat 11 Stationen und führt Lianghu zum Longzi-See. Für den Bau dieser Strecke wurden 4 Jahre und Investitionen von 12 Milliarden Yuan geplant. Die Linie wird mit 15 sechsteiligen fahrerlosen Fahrzeugen des Typs B betrieben und ist für eine Höchstgeschwindigkeit von 100 km/h ausgelegt.

### Chengjiao-Linie

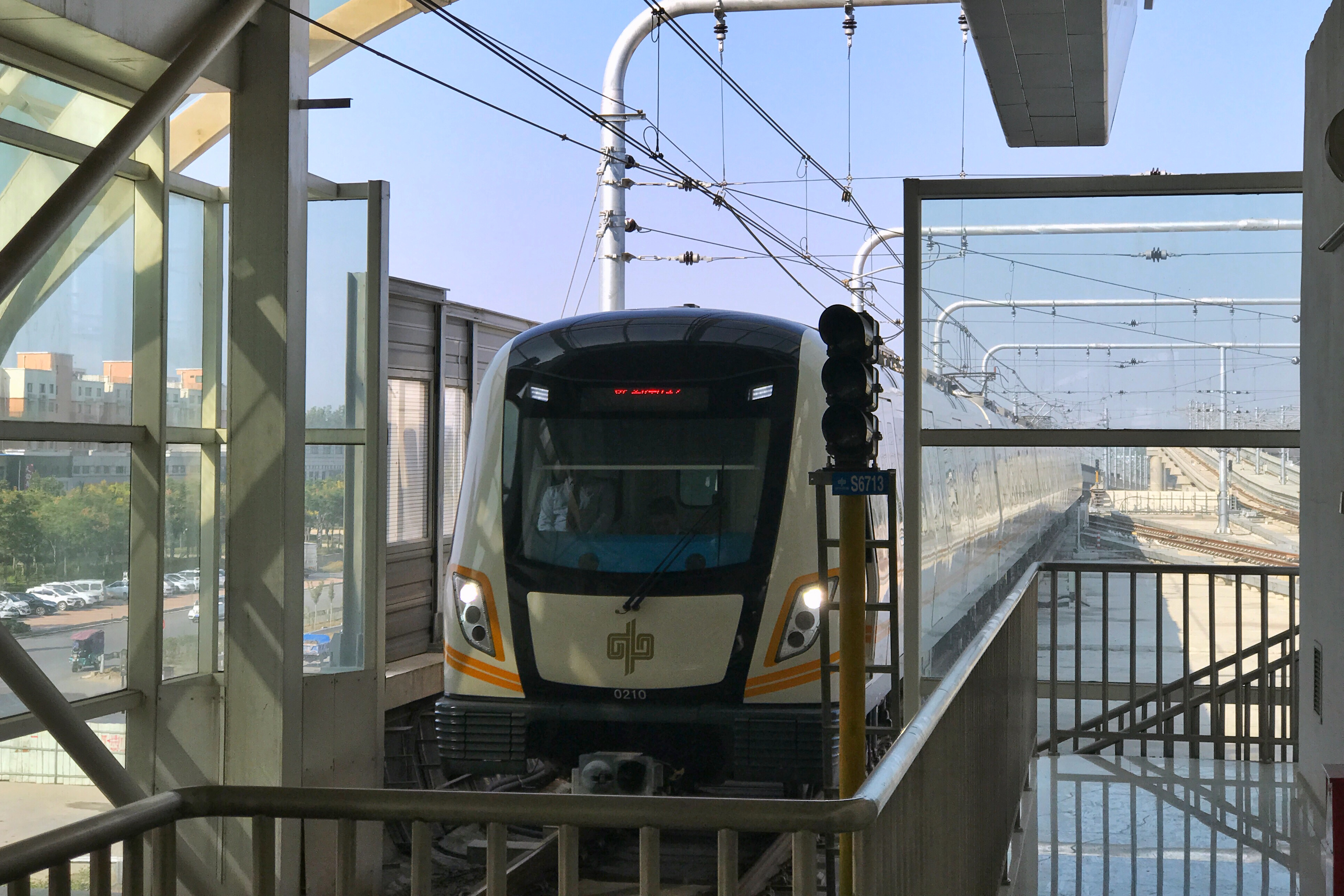
Zug der Chengjiao-Linie

Die Chengjiao-Linie beginnt am südlichen Ende der Linie 2 und führt von Nansihuan zum Flughafen Zhengzhou. Sie ging am 12. Januar 2017 in Betrieb.

### Linie 14
Der erste Bauabschnitt von Linie 14 sollte 8,3 Kilometer lang sein, sechs Stationen haben und von der Yuantong-Allee zur Xingkong-Straße führen. Er sollte innerhalb von drei Jahren erbaut werden, es wurden Investitionen von 6,7 Milliarden Yuan veranschlagt. Linie 14 wird mit sechsteiligen Fahrzeugen des Typs B betrieben und ist für eine Höchstgeschwindigkeit von 100 km/h ausgelegt. Ein 3,2 Kilometer langer Abschnitt zwischen den Stationen Olympiastadion und Tielu wurde am 19. September 2019 eingeweiht. Es besteht eine Umsteigemöglichkeit zur Linie 1 an der Station Tielu.

### Zhengxu-Linie

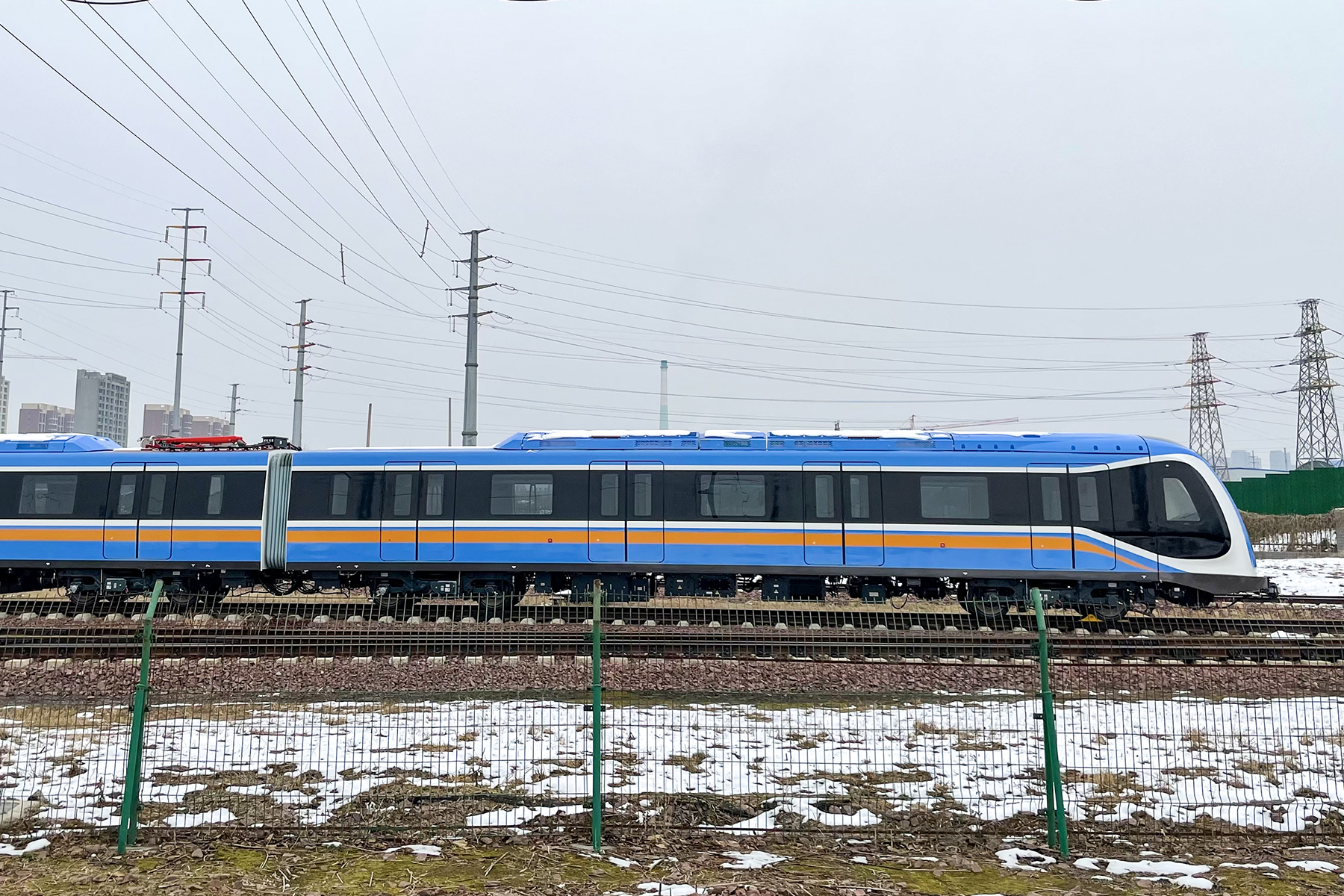
B-Vierwagenzug der Zhengxu-Linie

Die 67 Kilometer lange Zhengxu-Linie führt als Überlandmetro von Chang’an Lu Bei über den Flughafen, wo zur Chengjiao-Linie umgestiegen werden kann, zur Stadt Xuchang, rund 100 Kilometer südlich des Stadtzentrums von Zhengzhou. Die Strecke sollte ursprünglich als Eisenbahn gebaut werden, wurde aber schließlich als Metro realisiert. Sie ist für 120 km/h ausgelegt und wird mit 20 vollautomatischen Vierwagenzügen des Typs B alle 10 bis 15 Minuten betrieben.

## Hochwasserkatastrophe 2021
Während des Hochwassers in Henan 2021 wurden Teile des Netzes überflutet. Am 20. Juli 2021 starben mindestens 12 Fahrgäste, als Wassermassen gegen 18 Uhr in den Tunnel und in einen Zug der Ringlinie 5 eindrangen. Die Abschnitte zwischen den Stationen Shakoulu, wo vermutlich mindestens 5 Menschen starben, und Haitansi waren betroffen. Einige der Eingeschlossenen, die bis zur Brust im Wasser standen, sendeten über ihre Smartphones Videoaufnahmen.